# Anne Marie Carl-Nielsen
Anne Marie Carl-Nielsen nacida Anne Marie Brodersen (Sdr. Stenderup cerca de Kolding, 21 de junio de 1863 – Copenhague, 21 de febrero de 1945) fue una pintora y escultora danesa, miembro del consejo de la Real Academia Danesa de Bellas Artes (Akademirådet).

## Biografía

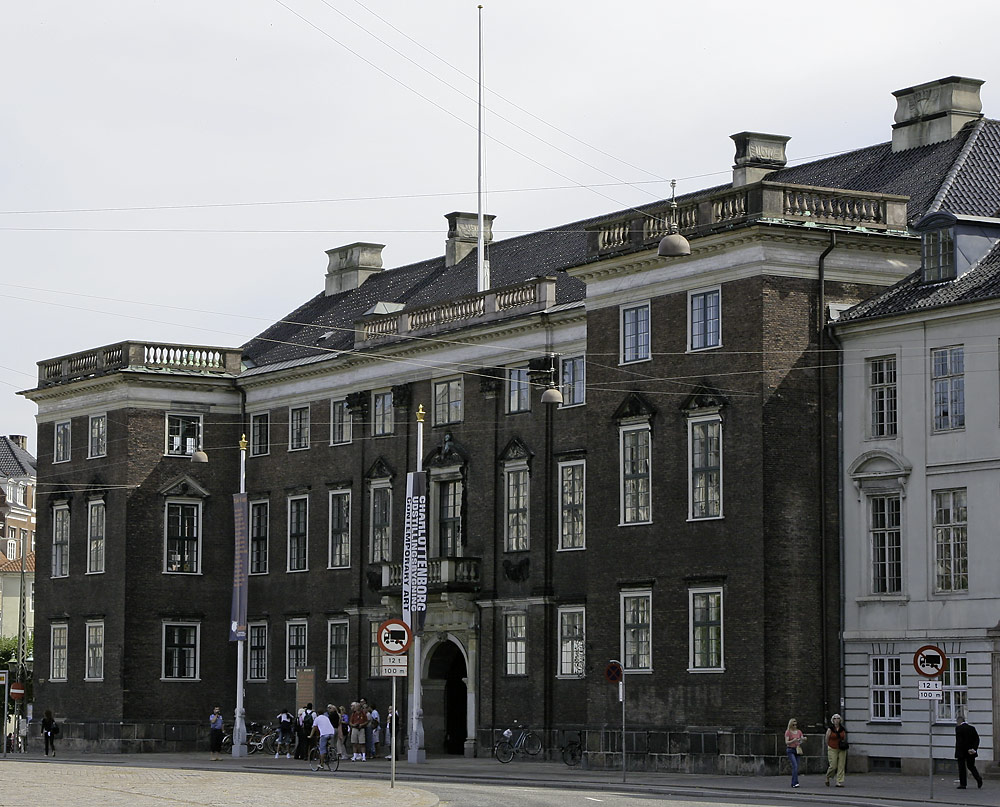
Charlottenborg, vista del palacio real, "Kongens Nytorv".

Anne Marie Carl-Nielsen fue hija de Povl Julius Brodersen, un hacendado rural y de su esposa Frederikke Johanne Kirstine Gylling. Pasó su juventud en una granja, y su amor por los animales influyó más tarde en la elección de sus motivos.

Anne Marie Carl-Nielsen y el célebre compositor danés Carl Nielsen se casaron y tuvieron una hija, Anne Marie Frederikke Telmanyi (1893-1983).

Anne Marie Carl-Nielsen se dio a conocer como escultora con ocasión de una exposición en el "Charlottenborg" de Copenhague 
y se incorporó a la organización Den Frie Udstilling o Exposición Libre, en 1892.

Anne Marie se inspiró en la obra del escultor Rodin así como en otros artistas de su tiempo.

Trabajó en estilo naturalista con cierta inclinación por el monumental.

## Obra
Su obra compuesta de cerca de 1000 esculturas y más de 750 pinturas y bocetos.

De esta obra, destacan:

- La estatua ecuestre del rey Cristián IX de Dinamarca en el arsenal del castillo de Christiansborg en Copenhague y que fue su mayor obra. Encargada en 1908, la estatua no fue terminada hasta 1928, 22 años después de la muerte del rey.
- Thor combatiendo la serpiente de la tierra (Midgårdsormen), 1887.
- Un ternero que se lame, 1887
- Un toro de pie, 1896
- Un toro retozón, 1898
- Un joven centauro, 1902
- El busto del compositor Carl Nielsen, 1930-1931
- La lápida de la familia de Carl Nielsen